# 189
Cette page concerne l'année 189  du calendrier julien. Pour l'année 189 av. J.-C., voir 189 av. J.-C. Pour le nombre 189, voir 189 (nombre).
L'année 189 est une année commune qui commence un mercredi.

## Événements
- 13 mai-28 septembre[1] : règne de Shao Di, empereur Han de Chine[2].
- 25 septembre, Luoyang : appelé par une faction de la cour, le général chinois Dong Zhuo met fin au gouvernement des eunuques en les massacrant et prend le pouvoir en Chine[2].
- 28 septembre : le général Dong Zhuo dépose Shao Di et installe Xiandi sur le trône impérial à Luoyang[2].
- Pertinax rentre à Rome où il est nommé préfet de la ville. Didius Julianus le remplace comme gouverneur en Afrique[3].
- Septime Sévère devient gouverneur de Sicile[3].
- Cléandre enregistre l'arrestation et l'exécution du respecté gouverneur de la province d'Asie, le numide Arrius Antoninus, un ami d'Antistius Burrus[3].
- Victor Ier devient évêque de Rome (fin en 199)[4].
- Pantaenus envoyé en Inde par l'évêque d'Alexandrie Démétrius pour prêcher le christianisme rencontre peu de succès. Clément le remplace à la tête de l'École théologique d'Alexandrie[5].

## Naissances en 189
- 7 mars : Geta, empereur romain[3].

## Décès en 189
- 24 mai : Éleuthère, pape.

- 22 septembre : He Jin général de la dynastie Han

- 26 septembre : Ding Yuan Gouverneur de Bing, opposé à Dong Zhuo